# Richard Knötel
Richard Knötel (12 de janeiro de 1857 - 26 abril de 1914) foi um artista alemão, pioneiro do estudo do uniforme militar. Seu trabalho nessa área permanece como referência para historiadores e entusiastas da história militar, mesmo quase um século depois de sua morte. Sua obra é insuperável em qualidade, variedade de temas abordados e a quantidade de produções.

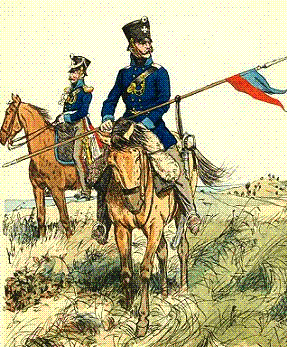
Preußische Kavallerie der Landwehr in den Befreiungskriegen 1813-1815, um trabalho de Richard Knötel

## Biografia
Knötel nasceu em Glogau em 1857. Seu pai, August Knötel, era um professor de arte e deu-lhe aulas de desenho e pintura a partir de uma idade precoce. Neste tempo, Knötel desenvolveu um interesse em moda militar e história. Ao final da adolescência, ele já trabalhava como ilustrador para o jornal baseada em gráficos, "Illustrierte Zeitung", bem como para postais e revistas. Em 1880, com uma reputação estabelecida, Knötel foi inscrito na Academia de Belas Artes de Berlim.
Depois de seus estudos, ele começou a colecionar livros sobre história militar europeia (acredita-se que com a sua morte ele possuía mais de 9000 títulos), e começou a trabalhar em sua peça mais famosa: "Uniformenkunde", uma enorme coleção de placas sobre os exércitos da Europa a partir do século XVII até 1914. "Uniformenkunde" ainda é talvez a peça mais amplamente referenciada de trabalho sobre o estudo do traje militar do início da era moderna, e ainda é usado como uma fonte hoje. Assim como um ilustrador, Knötel foi um pintor talentoso, que era conhecido em toda a Alemanha para seus súditos militares. Como artista, ele desenvolveu uma amizade com o também famoso artista militar Carl Röchling, com quem escreveu o título "Der Alte Fritz in 50 Bildern für Jung und Alt (1895)" ("O Velho Fritz em 50 fotos para jovens e idosos (1895)"), um livro familiar de história militar alemã, e sua continuação, "Die Königin Luise in 50 Bildern für Jung" ("A rainha Louise em 50 fotos para jovens e idosos", de 1896).

## Galeria

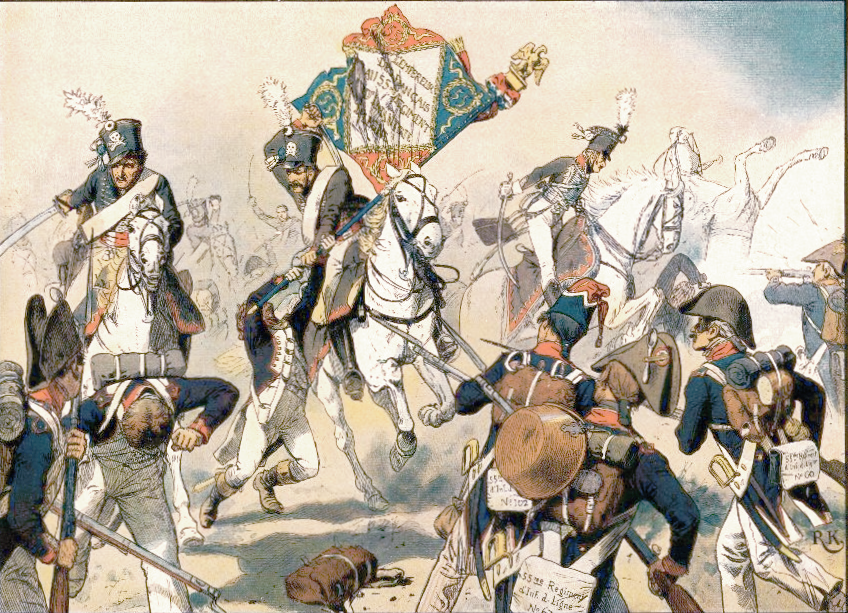
Batalha de Heilsberg
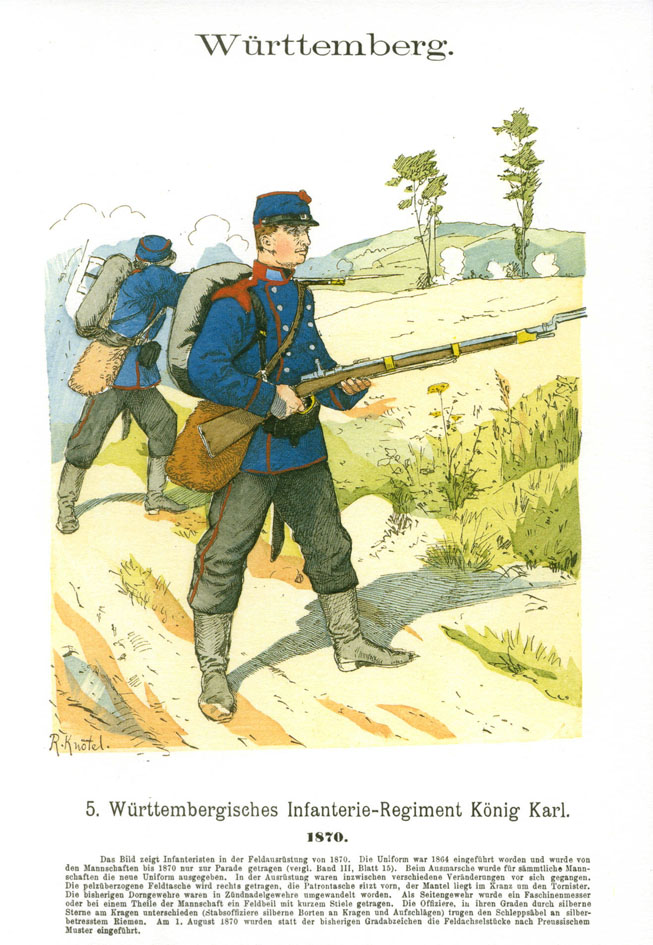
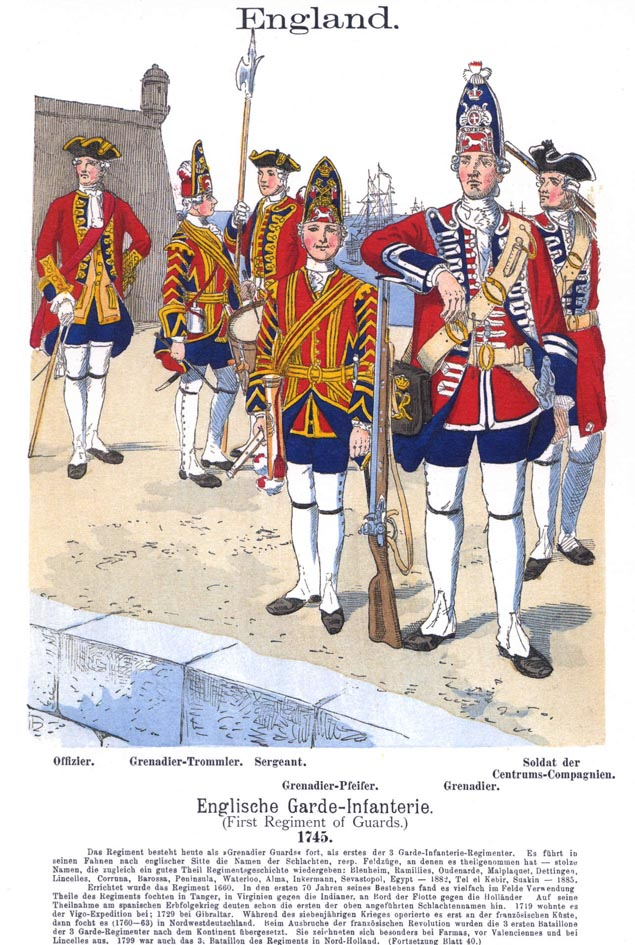
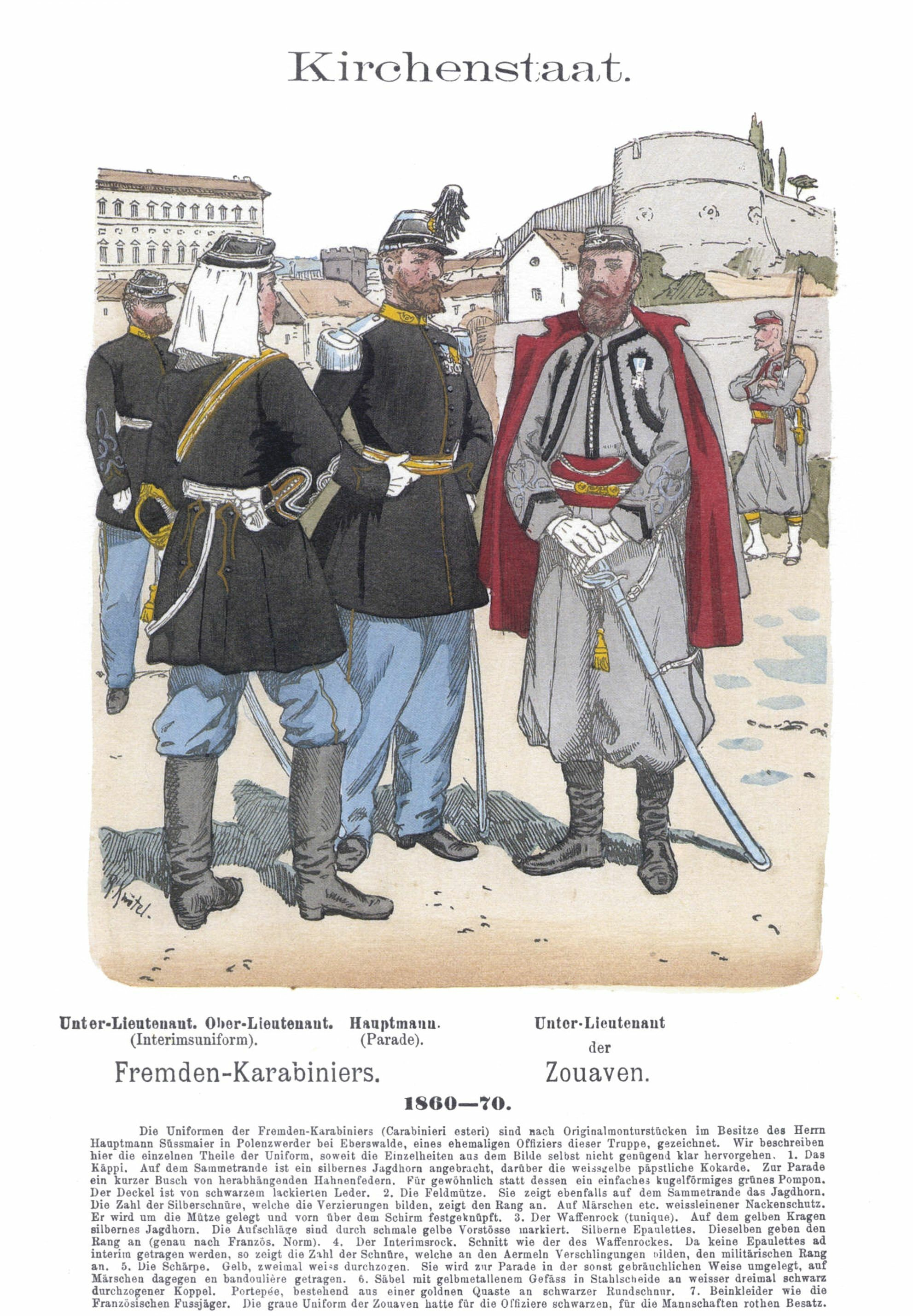
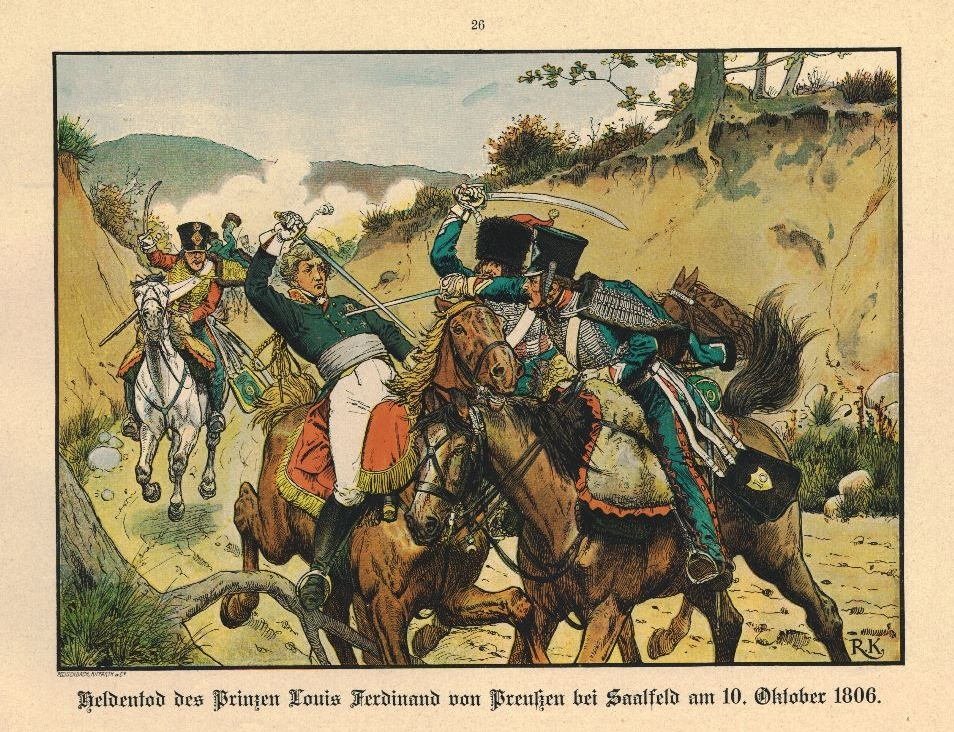
A morte do príncipe Luís Fernando na Saalfeld
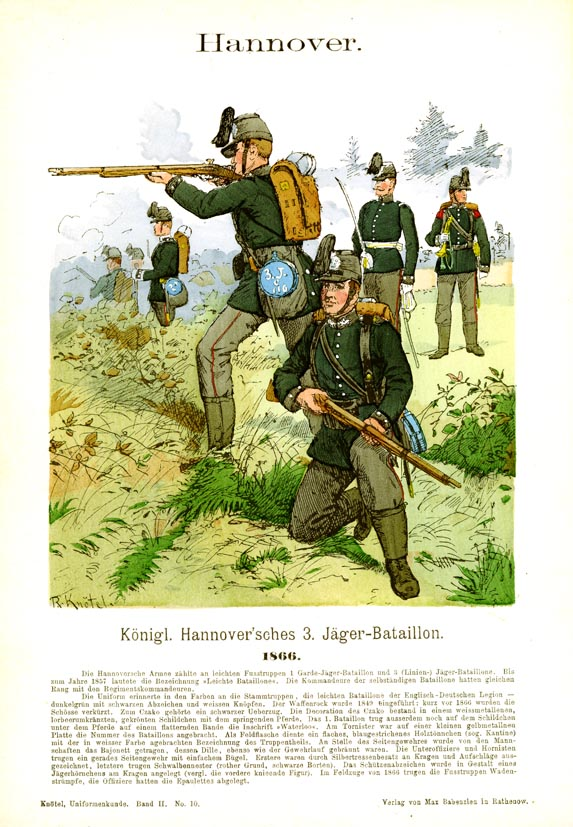
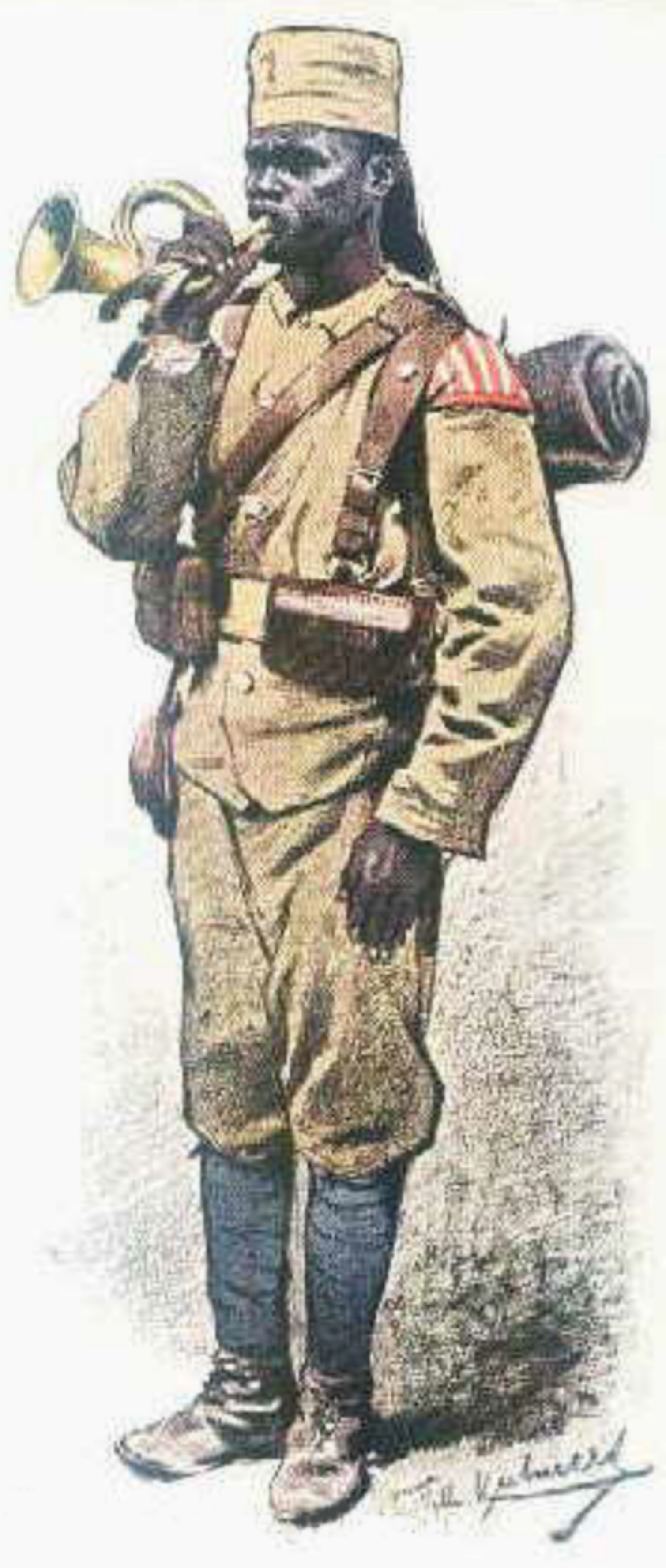
Askari Ostafrika  ilustração de 1914
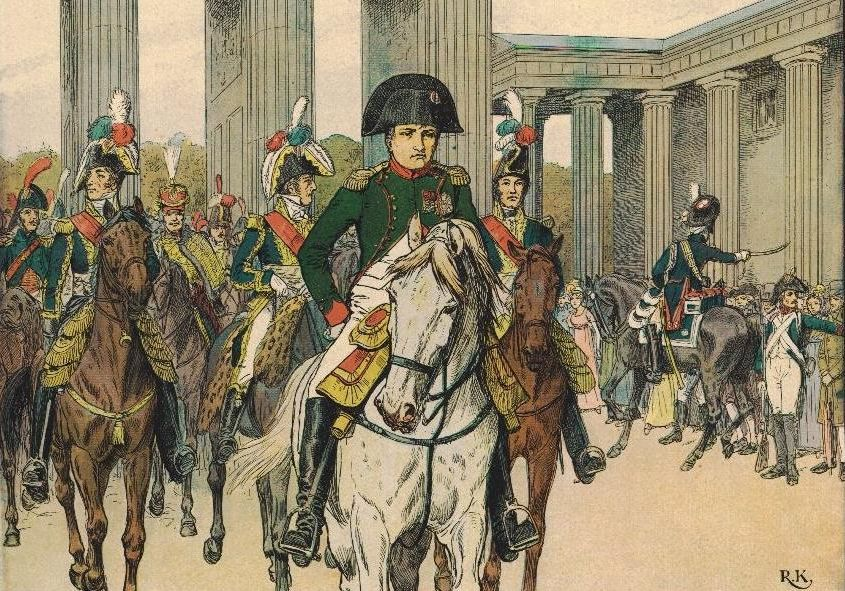
Napoleão I em Berlim